# 놋포로역
놋포로역(일본어: 野幌駅 놋포로에키[*])은 일본 홋카이도 에베쓰시에 있는 홋카이도 여객철도 하코다테 본선의 역이다. 역 번호는 A07이며, 상대식 승강장 2면 2선의 구조를 가지는 고가역이다.

## 타는 곳
| 1 | ■ 하코다테 본선 (상행) | 삿포로 · 데이네 · 오타루 방면       |
| 2 | ■ 하코다테 본선 (하행) | 에베쓰 · 이와미자와 · 다키가와 방면 |

## 이용 현황
| 연도     | 하루 평균 승차 인원 |
| 2009년도 | 6,397명             |
| -------- | ------------------- |

## 역 주변
- 국도 제12호선
- 호쿠요 은행 놋포로추오 지점
- 홋카이도 은행 놋포로 지점
- 에베쓰 시민 체육관
- 도오 농업협동조합 (JA 도오) 놋포로 지소
- 니시키야마 천만궁
- 에베쓰 시 소방본부
- 홋카이도 정보대학

## 인접 정차역
| 홋카이도 여객철도 ■ 하코다테 본선 | 홋카이도 여객철도 ■ 하코다테 본선     | 홋카이도 여객철도 ■ 하코다테 본선 |
| --------------------------------- | ------------------------------------- | --------------------------------- |
| A06 오아사 삿포로 · 오타루 방면   | ● 구간쾌속 "이시카리 라이너" B        | A09 에베쓰 이와미자와 방면        |
| A06 오아사 삿포로 · 오타루 방면   | ● 구간쾌속 "이시카리 라이너" A ● 보통 | A08 다카사고 이와미자와 방면      |

|}